# Max Zeitler
Max Zeitler (* 11. Oktober 1898 in Kulmbach; † 24. Juli 1949 im Speziallager Sachsenhausen) war ein deutscher Kommunalbeamter. Er war Landrat in Mecklenburg und Oberbürgermeister von Erfurt.

## Leben
Max Zeitler war Sohn eines Postinspektors. Philipp Zeitler, später Oberbürgermeister von Weißenfels, war ein drei Jahre jüngerer Bruder.
Zeitler besuchte das Gymnasium in Augsburg. Nach seinem Kriegsdienst im Ersten Weltkrieg studierte er an der Julius-Maximilians-Universität Würzburg Rechtswissenschaft. Von April bis August 1919 war er kämpfte in einem Freikorps gegen Spartakisten in Würzburg und München. 1919 wurde er im Corps Franconia Würzburg recipiert. Von 1919 bis 1922 gehörte er der DNVP an. 1923 bestand er sein Referendarexamen. Mit einer rechts- und staatswissenschaftlichen Doktorarbeit zum Hochverrat wurde er 1925 in Würzburg zum Dr. iur. promoviert. Nachdem er 1926/27 seine Zweite Juristische Staatsprüfung bestanden hatte, war er zunächst als Hilfsrichter in Oldenburg tätig, bevor er sich 1928 als Rechtsanwalt in Fürstenfeldbruck niederließ.
Zeitler war evangelisch und trat 1929 in die NSDAP ein. Die NSDAP stellte ihn als ihren Kandidaten in Mecklenburg auf. Im August 1931 unterlag er Eduard Ludwig Alexander bei der Stichwahl zum Bürgermeister der Stadt Boizenburg. Mit einer Mehrheit von 1752 Stimmen setzte sich der kommunistische Kandidat Alexander gegen den NSDAP-Kandidaten Zeitler durch. Alexander konnte sein Amt jedoch nicht antreten, da die Wahl wegen vermeintlicher Formfehler für ungültig erklärt wurde. Die folgend angesetzte Neuwahl entschieden die Nationalsozialisten für sich.
Anfang 1932 wurde Zeitler zum Amtshauptmann des Amtes Parchim gewählt. Als das Amt im folgenden Jahr in den Landkreis Parchim umgewandelt wurde, wurde er zum 1. Oktober 1933 Landrat. Zugleich war er Kreisamtsleiter der NSDAP. 1935 für 12 Jahre zum Oberbürgermeister von Erfurt gewählt, wurde er schon im Januar 1936 wegen Korruptionsvorwürfen suspendiert. Von Juni 1936 bis zum 31. Dezember 1939 war er Dezernent bei der Regierung in Potsdam. Danach (1941?) wurde er zum Bürgermeister im annektierten Thorn ernannt.

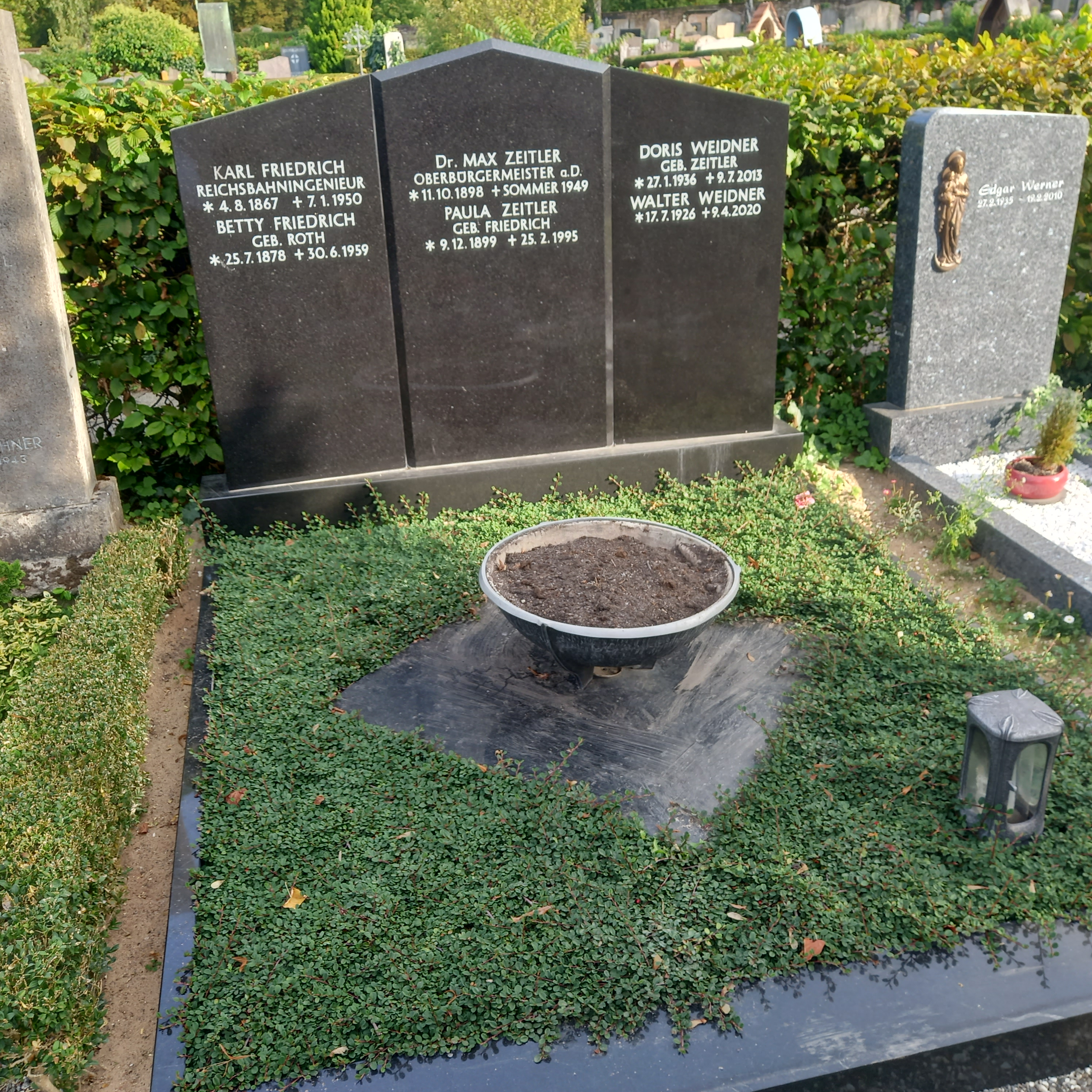
Das Grab von Max Zeitler und seiner Ehefrau Paula Zeitler, geborene Friedric,h im Familiengrab auf dem Hauptfriedhof Würzburg

Beim Ende des Krieges kam er in sowjetische Haft. Er wurde in das Speziallager Sachsenhausen verbracht, wo er Ende Juli 1949 starb.
Der Politiker (SPD, REP, Würzburger Liste) Klaus Zeitler (1929–2020) war ein Sohn Max Zeitlers und dessen Ehefrau Paula Zeitler, geborene Friedrich.